# ذا وونتيد

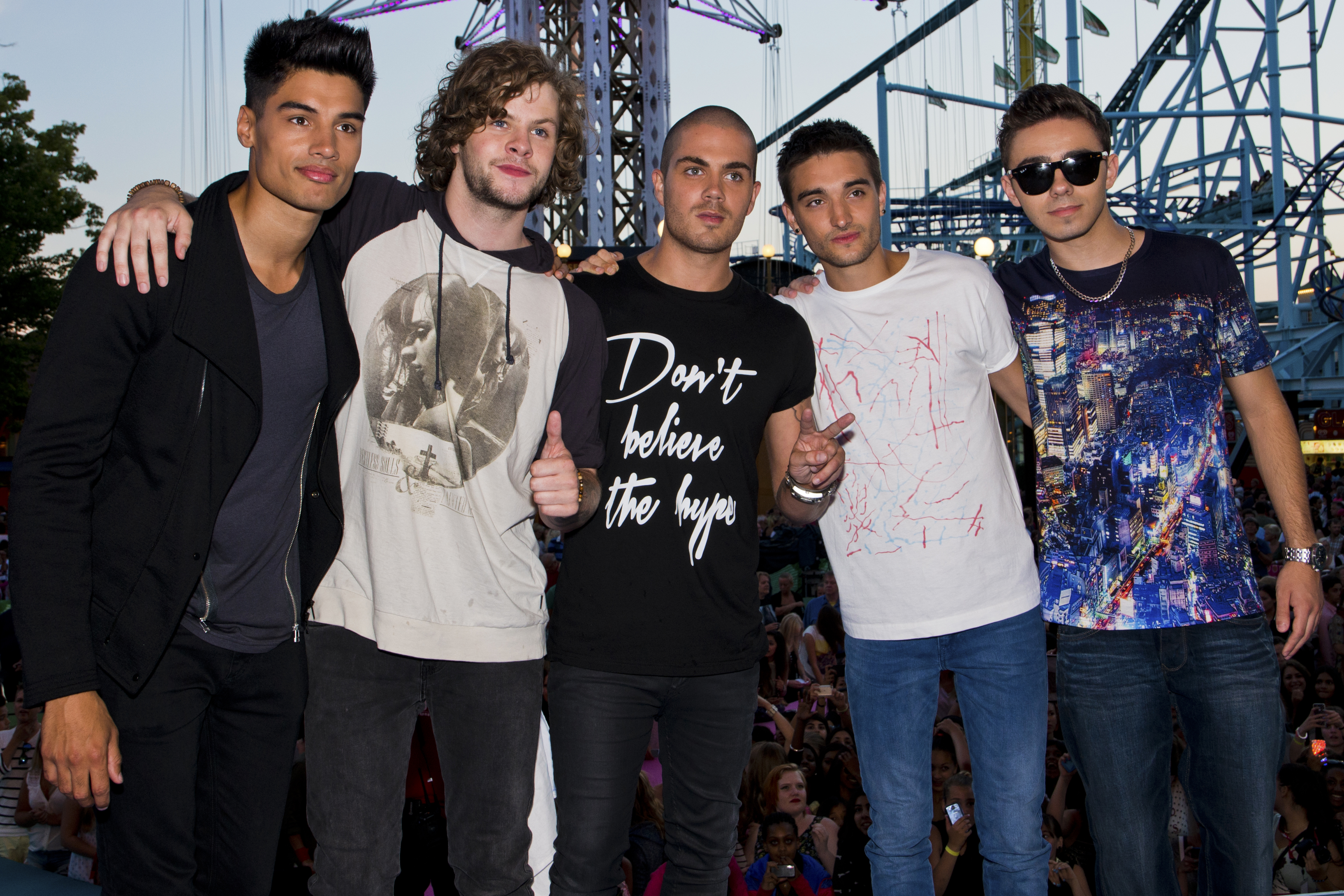
ذا وونتيد

ذا وونتيد (بالإنجليزية: The Wanted)‏ وهي فرقة غناء موسيقية إيرلندية إنكليزية مختلطة تشكلت في سنة 2009 نالوا شهرة واسعة في العالم وخاصة بعد احتلال أغانيهم المراتب الآولى في عدة دول ومنها الولايات المتحدة والمملكة المتحدة من أشهر أغانيهم Glad you came و Chasing the sun و All time low. أعضاء هذه الفرقة هم ماكس جورج سيفا كانيسواران وجاي مكجينيس وتوم باركر وناثان سايكس. اصدرت الفرقة أول البوماتها the wanted في أكتوبر 2010 وحاز على المرتبة الرابعة في الUK single chartو اما أغنية الالبوم
all time low حازت على المرتبة الأولى و heart vacancy على الثانية وlosing my mind حازت على المرتبة 19في الUK top 20
تبعه البوم battleground في نوفمبر 2011 وأحرز المرتبة الرابعة في ايرلند والخامسه في UK
كما صدر لهم في عام 2012 البوم تجميع يحمل عنوان The Wanted [Extended Play[ و يحتوي هذا الالبوم على 8 اغنيات من الالبومات السابقة بالإضافة لاغنيتين جديدتين تم اصدارهم في الالبوم اللاحق وهم chasing the sun و Satellite. وفي مارس 2013 صدر البومهم الاخير بعنوان Word of mouth و تميز هذا الالبوم بالتجديد نوعا ما في محتوى الاغاني المتضمنة وتحديدا في المحتوى الموسيقي وقد حقق هذا الالبوم نجاحاً.

## روابط خارجية
- ذا وونتيد على موقع IMDb (الإنجليزية)
- ذا وونتيد على موقع ميوزك برينز (الإنجليزية)
- ذا وونتيد على موقع رولينغ ستون (الإنجليزية)
- ذا وونتيد على موقع أول ميوزيك (الإنجليزية)
- ذا وونتيد على موقع ديسكوغز (الإنجليزية)